# حزب العمال النيوزيلندي
حزب العمال النيوزيلندي (بالإنجليزية: New Zealand Labour Party)‏ هو حزب سياسي يساري معتدل نيوزلندي، أسس في 7 يوليو 1916، يقع مقره في ويلينغتون، وقد بلغ عدد أعضائه 56,741 في 2010.

## أعضاء بارزون
- كود سباركل
- تحديث القائمة

- جاسيندا أرديرن
- هيلين كلارك
- ديفيد لانج
- مايك مور (سياسي)
- Georgina Beyer
- مايكل جوزيف سافاج
- جيوفري بالمر
- Catherine Tizard
- بيتر فرازير (سياسي)
- Bill Rowling